# Hubertus von Schönebeck
Hubertus von Schönebeck (ur. 1947) – niemiecki doktor filozofii, jeden z propagatorów i współczesnych przedstawicieli antypedagogiki oraz autor książek o tematyce antypedagogicznej. 

## Biografia
Odbył studia w zakresie nauk prawnych, koncentrując się na recepcji myśli prawnej, prawie konstytucyjnym i historii prawa europejskiego. Po ukończeniu studiów pracował w szkole podstawowej jako nauczyciel, był wychowawcą klasy i pełnił funkcję męża zaufania.
W latach 1976–1978 prowadził naukowy projekt badawczy nad możliwością komunikacji pedagogicznej z dziećmi. W związku z badaniami studiował także ruch praw dziecka w USA i konsultował swoją koncepcję postpedagogicznej komunikacji z Carlem Rogersem twórcą psychoterapii zorientowanej na klienta. 
Od 1976 do 1980 opierając się na doświadczeniach i rezultatach swoich badań rozwijał postmodernistyczną filozofię i etykę Amication. W 1978 wspólnie z Jansem Ekkehardem Bonte stworzył koncepcję Przyjaźni z dziećmi, po raz pierwszy w świecie łączącą postpedagogiczną teorię i praktykę. W 1980 podczas manifestacji pokoju w Munster proklamował Niemiecki Manifest Dziecięcy, czyli spis praw dla młodych ludzi inspirowany ruchem praw dziecka.
W 1985 stworzył trening samostanowienia formułę seminarium opartego na dynamice grupowej służącego rozwijaniu odpowiedzialności za samego siebie.
Od 1978 pracuje jako oficjalny propagator Stowarzyszenia Przyjaźni z dziećmi oraz idei "Amication" wyjaśniającej zasady samoakceptacji oraz życia wolnego od manipulacji wychowawczej; prowadzi wykłady i spotkania w środowiskach uniwersyteckich, szkołach i ośrodkach kształcenia w Niemczech i za granicą, a także prowadzi seminaria poświęcone postpedagogicznej komunikacji.
Jest autorem książek i wydawnictw o tematyce antypedagogicznej.

## Wybrane publikacje
- Niemiecki Manifest Dziecięcy[3]
- Antypedagogika: być i wspierać zamiast wychowywać[4]
- Postpedagogika: od antypedagogiki do Amication[5]
- Kocham siebie takim, jakim jestem: droga od nienawiści, bezsilności i egoizmu ku miłości wobec samego siebie[6]
- Antypedagogika w dialogu: wprowadzenie w rozmyślanie antypedagogiczne[7]
- Jaka może być szkoła?[8]
- Po tamtej stronie wychowania: życie w wolności od psychicznej przemocy[9]
- Szkoła z ludzką twarzą: wizja i rzeczywistość[10]
- Kinder sind Wunderbar! Unterstützen statt erziehen[11]